# Бербериха
Бербериха — річка в Україні у Обухівському й Фастівському районах Київської області. Права притока річки Стугна (басейн Дніпра).

## Опис
Довжина річки приблизно 9,91 км, найкоротша відстань між витоком і гирлом — 7,78  км, коефіцієнт звивистості річки — 1,27 . Формується декількома струмками та загатами.

## Розташування
Бере початок на північно-західній стороні від села Митниці. Тече переважно на північний захід через села Руликів та Порадівку і на північно-східній околиці села Велика Мотовилівка впадає у річку Стугну, праву притоку річки Дніпра.

## Цікаві факти
- У селі Порадівка на річці знаходиться Лавандовий парк Порадів.
- Біля витоку річки пролягає автошлях Р19[2] (автомобільний шлях регіонального значення на території України. Проходить територією Київської області через Фастів.).
- На річці існують газгольдер та декілька газових свердловин[3].